# 裁判長
裁判長（さいばんちょう）とは、裁判の合議審で長となって審理を行う裁判官のことをいう。
単独審の場合の1人の裁判官を指して裁判長ということもあるが、正確な用法ではない。

## 日本における裁判長

### 最高裁判所
最高裁判所の法廷は、大法廷と3つの小法廷から成り、大法廷は最高裁判所の裁判官15人全員で構成される合議体、小法廷は裁判官5人で構成される合議体である。そして、各合議体の裁判官のうち1人が裁判長を務めることとされている（裁判所法9条）。
大法廷の裁判長は最高裁判所長官が務める(最高裁判所事務処理規則8条)。小法廷においては、所属する裁判官の中から事件ごとに裁判長が選ばれるが、長官が小法廷の審理に出席するときは、長官が裁判長となる（同規則3条)。

### 下級裁判所
下級裁判所（高等裁判所・地方裁判所・家庭裁判所）における合議審は原則として3人の裁判官で構成され、そのうちの1人が裁判長を務める（裁判所法18条2項、26条3項、31条の4第3項）。
3人の裁判官のうち誰が裁判長を務めるかは、次のように決まる。すなわち、これらの下級裁判所には、事件を担当する部署の単位として、「部」が置かれている（高裁・地裁の本庁には必ず部が置かれ、高裁・地裁の支部と家裁の本庁・支部にも部を置くことができる）。1つの部には、平均3～5人程度の裁判官が所属している。そして、最高裁判所が、各部に所属する裁判官のうち1人を「部の事務を総括する裁判官」（部総括判事）に指名している（下級裁判所事務処理規則4条）。部総括判事に指名されるのは、通常はその部において最もキャリアの長い裁判官であり、裁判所内部では慣例的に「部長」と呼ばれている。
下級裁判所の合議体では、上記の部総括判事または支部の支部長が裁判長となる。ただし、部が置かれない家庭裁判所においては、家庭裁判所長が裁判長となる（下級裁判所事務処理規則5条2項）。
なお、簡易裁判所では合議審は行われないため、裁判長は存在しない。
地方裁判所の裁判長裁判官と高等裁判所の陪席裁判官を比較すると、同程度のキャリアの裁判官が務めている場合が多い。実際、裁判官の昇進ルートとして、地方裁判所の裁判長裁判官が後に高等裁判所の陪席裁判官になる場合と、高等裁判所の陪席裁判官が後に地方裁判所の裁判長裁判官になる場合の両方が存在しているので、地方裁判所の裁判長裁判官と高等裁判所の陪席裁判官は身分的に同格とみなすこともできる。

## 裁判長の役割
裁判長は、合議における評決権は他の陪席裁判官と同等であるが、評議を主宰・整理したり（裁判所法75条2項）、合議体を代表して訴訟指揮を行ったりする。